# Epectasis panamensis
Epectasis panamensis là một loài bọ cánh cứng trong họ Cerambycidae.